# Orthosäuren

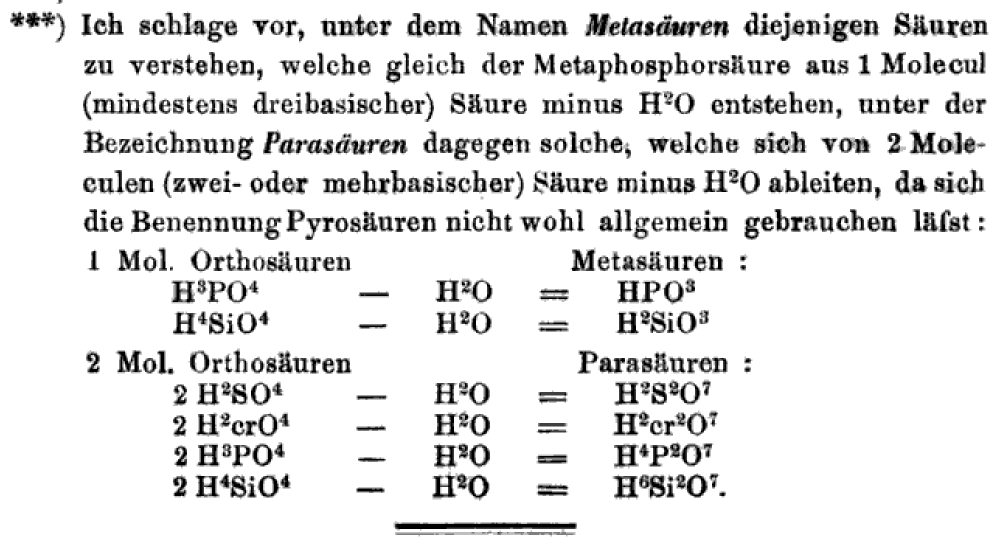
Weltzien in Annalen der Chemie und Pharmacie von Justus Liebig, 1867.

Die Begriffe Ortho-, Meta- und Para-Säuren prägte Carl Weltzien um 1865. Im Rahmen seiner Arbeiten über Silicate und die entsprechenden Kieselsäuren definiert Weltzin Orthosäuren als diejenigen Säuren, die ebenso viele Wasserstoff- wie Sauerstoffatome enthalten (gilt nur für Si).
Später verallgemeinerte Weltzien den Begriff auf die Säuren anderer Elemente und schlug vor, den Begriff Metasäure für die Gruppe von Säuren zu verwenden, die sich auf eine (intramolekulare) Wasserabspaltung einer mindestens dreibasischen Orthosäure zurückführen lassen. Als Parasäuren bezeichnet er Säuren, die aus zwei- oder mehrbasischen Orthosäuren durch intermolekulare Wasserabspaltung entstehen (Beispiele siehe Originalarbeit).
Er sieht somit Orthosäuren als die Normalform einer Säure, Metasäuren als eine wasserärmere Form und Parasäuren als deren Kondensationsprodukte an.

## Stabilität von Orthosäuren
Bei Orthosäuren zeigt sich der Unterschied zwischen den Elementen der zweiten Periode und ihren höheren Homologen deutlich. Von Kohlenstoff und Stickstoff sind nur die Metasäuren bekannt: H2CO3, Kohlensäure (bekannt, aber ebenfalls nicht stabil) und HNO3, Salpetersäure. Die freien Orthosäuren H4CO4 und H3NO4 sind nicht oder nur in Form von Derivaten bekannt (Orthokohlensäureester, Orthocarbonsäureester, siehe auch Erlenmeyer-Regel).
Ab der dritten Periode sind hingegen die Orthosäuren oft die stabilere Form (Kieselsäure H4SiO4, Phosphorsäure H3PO4). Wird die Koordinationszahl (KOZ) 4 überschritten oder sind mehrere Sauerstoffatome doppelt gebunden, übersteigt der Raumbedarf der Hydroxygruppen den Platz um das Zentralion. Bei Chlor ist nur die Metasäure HClO3 stabil. Erst in höheren Perioden wird mit steigender Größe des Zentralatoms die Bildung von Orthosäuren wieder möglich (Periodsäure H5IO6, KOZ 6).
Eine scheinbare Ausnahme stellt die Borsäure B(OH)3 dar, die als Orthosäure vorkommt. Hier jedoch liegt eine Lewissäure mit der KOZ 3 vor.